# Fridrich Vilém Braniborsko-Schwedtský (1700–1771)
Fridrich Vilém Braniborsko-Schwedtský (17. listopadu 1700 hrad Oranienbaum-Wörlitz – 4. března 1771 Wildenbruch) byl pruský princ a markrabě Braniborský. Byl držitelem ocenění Řádu černé orlice.
V 19. století byl nazýván markrabětem Braniborsko-Schwedtským, aby jej bylo možné odlišit od Hohenzollernovů, především od jeho příbuzných Fridricha Viléma I. a Fridricha Viléma I. Braniborského. Jeho rodiči byli Filip Vilém, markrabě Braniborsko-Schwedtský, a jeho manželka Johana Šarlota. Byl i synovcem Fridricha I. Pruského.

## Život

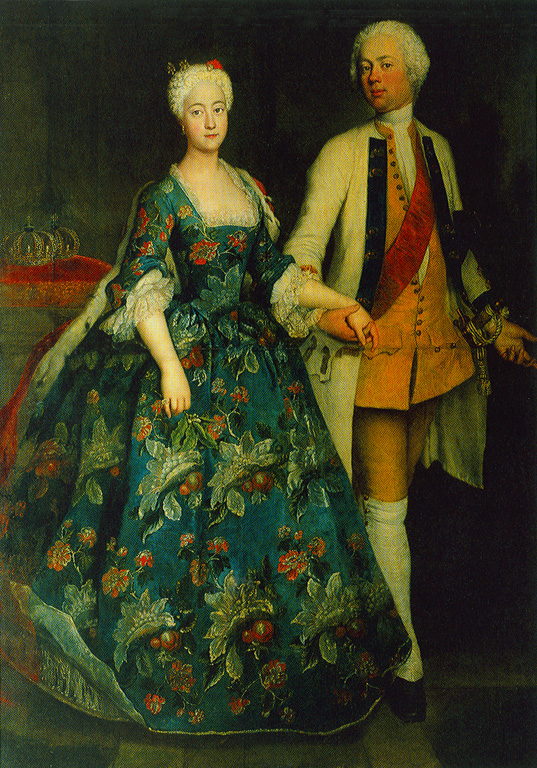
Fridrich Vilém se svojí manželkou, Žofií Dorotou Pruskou

Fridrich Vilém byl známý jako velice brutální a vznětlivý muž s hrubým chováním. Jinak byl ale velmi vzdělaný, dostávalo se mu podobného vzdělání jako například již zmíněnému pruskému králi Fridrichu I. Sám Fridrich Vilém se svým intelektem silně podobal královským strážcům, se kterými se přátelil; byl egoistický a nenáviděl lenost. Na lidi, kteří mu byly nesympatičtí používal prostředky jako veřejný výsměch nebo pronásledování a podle dobových záznamů se ho poddaní báli stejně jako samotného krále.
V roce 1715 cestoval do Ženevy, roku 1716 pak do Itálie a zpět do Pruska se vrátil až 1719. Toho roku od Fridricha Viléma I. získal Řád černé orlice. Dne 15. června 1723 byl jmenován pruským generálmajorem a později, 10. července 1737, byl jmenován generálporučíkem.
Existence dynastie Hohenzollernských byla hrozbou pro pruské krále a proto se Fridrich Vilém snažil jejich nárok na trůn eliminovat vydíráním; nejdříve nechal ve vězení držet svého vlastního bratrance, původem z rodu Hohenzollernských, a pak si vynutil sňatek se Žofií Dorotou Pruskou. Ta, jakmile dosáhla dostatečného věku, za něj byla proti její vůli provdána.
Fridrich Vilém se snažil rozšiřovat Braniborsko-Schwedtsko a to jak svůj palác zde, tak celá města, například aktivní vykupoval pozemky a majetky, které zastavoval. Jeho důvodem ale nebyla lepší situace hrabství ale především dědictví, které chtěl předat svým synům (avšak později žádného neměl). Nakonec mu jeho snahy zakázal pruský král, který mu zcela zakázal nakupovat další pozemky či domy. Na rozdíl od svých příbuzných se Fridrich Vilém snažil distancovat od svých bratranců ze Schwedtska a při každé příležitosti je ponižoval. Nakonec se mu podařilo je dostat na nejnižší pozice v pruské armádě. Snažil se také podkopávat autoritu svých nadřízených. Nakonec dostal Fridrich Vilém i zákaz vydávat rozkazy v armádě, přesto nepřestal očerňovat krále a své příbuzné.
Fridrich Vilém byl o 19 let starší než jeho manželka Žofie Dorota Pruská. Vzali se spolu v roce 1734 a to na výslovné přání krále Fridricha Viléma. Svatba byla proti přání Žofie a její vztah k Fridrichu Vilémovi nebyl příliš šťastný. Nakonec utekla ke svému bratrovi Fridrichovi. To bral Fridrich Vilém jako odpor vůči němu a nakonec jen mírně napomenul Fridricha, aby již své sestře azyl neposkytoval. U napomenutí ale nezůstal a při druhém Žofiině útěku jí jako "hlídače" zvolil generála Meira Schwedtského, ten měl vůči Žofie neomezené pravomoce a mohl ji i bít. Nakonec se od sebe Žofie Dorota a Fridrich Vilém oddělili; Žofie se rozhodla odstěhovat do Montplaisir. Zřejmě se spolu smířili až v době, kdy byla Fridrichova manželka na smrtelném loži, nakonec po nemoci zemřela právě v jeho náruči.
Dne 4. března 1771 Fridrich Vilém zemřel ve Wildenbruchu, kde panovaly nesnesitelné mrazy. Markrabě nakonec musel uznat jednoho nemanželského syna, což byl jeho jediný mužský potomek. Jeho návrh se ale nesetkal se souhlasem u ostatních a po jeho smrti vše zdědil Fridrichův mladší bratr Bedřich Jindřich.

## Potomci
Fridrich Vilém si vzal Sofii Dorotu Pruskou, jejich manželství sice šťastné nebylo, ale měli spolu celkem pět dětí:
- 1. Bedřiška Braniborsko-Schwedtská (18. 12. 1736 Schwedt – 9. 3. 1798 Stuttgart)[2]
⚭ 1753 Fridrich II. Evžen Württemberský (21. 1. 1732 Stuttgart – 23. 12. 1797 Hohenheim), vévoda württemberský od roku 1795 až do své smrti[3]
- 2. Anna Alžběta Luisa Braniborsko-Schwedtská (22. 4. 1738 Schwedt – 10. 2. 1820 Berlín)[4]
⚭ 1755 August Ferdinand Pruský (23. 5. 1730 Berlín – 2. 5. 1813 tamtéž), pruský princ, generál a velmistr řádu johanitů[5]
- 3. Jiří Filip (10. 9. 1741 Schwedt – 28. 4. 1742 tamtéž)[6]
- 4. Filipína Braniborsko-Schwedtská (10. 10. 1745 Schwedt – 1. 5. 1800 Berlín)[7]
⚭ 1773 Fridrich II. Hesensko-Kasselský (14. 8. 1720 Kassel – 31. 10.  1785 tamtéž), lankrabě hesensko-kasselský od roku 1760 až do své smrti[8]
- 5. Jiří Fridrich (3. 5. 1749 Schwedt – 13. 8. 1751 tamtéž)[9]

Dále měl také Fridrich Vilém jednoho nemanželského syna: Georga Wilhelma von Jägersfeld (1725-1797).

## Vývod z předků
|                                       |                                                              |  |                                |                                       |  |  |  |  |  |  |  | Jan Zikmund Braniborský |
|                                       |                                                              |  |                                |                                       |  |  |  |  |  |  |  |                         |
|                                       | Jiří Vilém Braniborský                                       |  |                                |                                       |  |  |  |  |  |  |  |                         |
|                                       |                                                              |  |                                |                                       |  |  |  |  |  |  |  |                         |
|                                       |                                                              |  |                                | Anna Pruská                           |  |  |  |  |  |  |  |                         |
|                                       |                                                              |  |                                |                                       |  |  |  |  |  |  |  |                         |
|                                       | Fridrich Vilém I. Braniborský                                |  |                                |                                       |  |  |  |  |  |  |  |                         |
|                                       |                                                              |  |                                |                                       |  |  |  |  |  |  |  |                         |
|                                       |                                                              |  |                                | Fridrich IV. Falcký                   |  |  |  |  |  |  |  |                         |
|                                       |                                                              |  |                                |                                       |  |  |  |  |  |  |  |                         |
|                                       | Alžběta Šarlota Falcká                                       |  |                                |                                       |  |  |  |  |  |  |  |                         |
|                                       |                                                              |  |                                |                                       |  |  |  |  |  |  |  |                         |
|                                       |                                                              |  |                                | Luisa Juliana Oranžská                |  |  |  |  |  |  |  |                         |
|                                       |                                                              |  |                                |                                       |  |  |  |  |  |  |  |                         |
|                                       | Filip Vilém Braniborsko-Schwedtský                           |  |                                |                                       |  |  |  |  |  |  |  |                         |
|                                       |                                                              |  |                                |                                       |  |  |  |  |  |  |  |                         |
|                                       |                                                              |  |                                | Jan Šlesvicko-Holštýnsko-Sondenburský |  |  |  |  |  |  |  |                         |
|                                       |                                                              |  |                                |                                       |  |  |  |  |  |  |  |                         |
|                                       | Filip Šlesvicko-Holštýnsko-Sonderbursko-Glücksburský         |  |                                |                                       |  |  |  |  |  |  |  |                         |
|                                       |                                                              |  |                                |                                       |  |  |  |  |  |  |  |                         |
|                                       |                                                              |  |                                | Alžběta Brunšvicko-Grubenhagenská     |  |  |  |  |  |  |  |                         |
|                                       |                                                              |  |                                |                                       |  |  |  |  |  |  |  |                         |
|                                       | Žofie Dorotea Šlesvicko-Holštýnsko-Sonderbursko-Glücksburská |  |                                |                                       |  |  |  |  |  |  |  |                         |
|                                       |                                                              |  |                                |                                       |  |  |  |  |  |  |  |                         |
|                                       |                                                              |  |                                | František II. Sasko-lauenburský       |  |  |  |  |  |  |  |                         |
|                                       |                                                              |  |                                |                                       |  |  |  |  |  |  |  |                         |
|                                       | Žofie Hedvika Sasko-Lauenburská                              |  |                                |                                       |  |  |  |  |  |  |  |                         |
|                                       |                                                              |  |                                |                                       |  |  |  |  |  |  |  |                         |
|                                       |                                                              |  |                                | Marie Brunšvicko-Wolfenbüttelská      |  |  |  |  |  |  |  |                         |
|                                       |                                                              |  |                                |                                       |  |  |  |  |  |  |  |                         |
| Fridrich Vilém Braniborsko-Schwedtský |                                                              |  |                                |                                       |  |  |  |  |  |  |  |                         |
|                                       |                                                              |  |                                |                                       |  |  |  |  |  |  |  |                         |
|                                       |                                                              |  | Jan Jiří I. Anhaltsko-Desavský |                                       |  |  |  |  |  |  |  |                         |
|                                       |                                                              |  |                                |                                       |  |  |  |  |  |  |  |                         |
|                                       | Jan Kazimír Anhaltsko-Desavský                               |  |                                |                                       |  |  |  |  |  |  |  |                         |
|                                       |                                                              |  |                                |                                       |  |  |  |  |  |  |  |                         |
|                                       |                                                              |  |                                | Dorotea Falcko-Simmernská             |  |  |  |  |  |  |  |                         |
|                                       |                                                              |  |                                |                                       |  |  |  |  |  |  |  |                         |
|                                       | Jan Jiří II. Anhaltsko-Desavský                              |  |                                |                                       |  |  |  |  |  |  |  |                         |
|                                       |                                                              |  |                                |                                       |  |  |  |  |  |  |  |                         |
|                                       |                                                              |  |                                | Mořic Hesensko-Kasselský              |  |  |  |  |  |  |  |                         |
|                                       |                                                              |  |                                |                                       |  |  |  |  |  |  |  |                         |
|                                       | Anežka Hesensko-Kasselská                                    |  |                                |                                       |  |  |  |  |  |  |  |                         |
|                                       |                                                              |  |                                |                                       |  |  |  |  |  |  |  |                         |
|                                       |                                                              |  |                                | Juliana Nasavsko-Dillenburská         |  |  |  |  |  |  |  |                         |
|                                       |                                                              |  |                                |                                       |  |  |  |  |  |  |  |                         |
|                                       | Johana Šarlota Anhaltsko-Desavská                            |  |                                |                                       |  |  |  |  |  |  |  |                         |
|                                       |                                                              |  |                                |                                       |  |  |  |  |  |  |  |                         |
|                                       |                                                              |  |                                | Vilém I. Oranžský                     |  |  |  |  |  |  |  |                         |
|                                       |                                                              |  |                                |                                       |  |  |  |  |  |  |  |                         |
|                                       | Bedřich Jindřich Oranžsko-Nasavský                           |  |                                |                                       |  |  |  |  |  |  |  |                         |
|                                       |                                                              |  |                                |                                       |  |  |  |  |  |  |  |                         |
|                                       |                                                              |  |                                | Luisa de Coligny                      |  |  |  |  |  |  |  |                         |
|                                       |                                                              |  |                                |                                       |  |  |  |  |  |  |  |                         |
|                                       | Henrietta Kateřina Nasavská                                  |  |                                |                                       |  |  |  |  |  |  |  |                         |
|                                       |                                                              |  |                                |                                       |  |  |  |  |  |  |  |                         |
|                                       |                                                              |  |                                | Jan Albrecht I. Solmsko-Braunfelský   |  |  |  |  |  |  |  |                         |
|                                       |                                                              |  |                                |                                       |  |  |  |  |  |  |  |                         |
|                                       | Amálie ze Solms-Braunfelsu                                   |  |                                |                                       |  |  |  |  |  |  |  |                         |
|                                       |                                                              |  |                                |                                       |  |  |  |  |  |  |  |                         |
|                                       |                                                              |  |                                | Anežka ze Sayn-Wittgensteinu          |  |  |  |  |  |  |  |                         |
|                                       |                                                              |  |                                |                                       |  |  |  |  |  |  |  |                         |